# Аксенкино (Липецкая область)
Аксенкино — деревня Нижневоргольского сельского поселения Елецкого района Липецкой области.

## География
Аксенкино расположена южнее автодороги федерального значения Р-119. На западе она граничит с посёлком Красный Куст, на востоке от Аксенкино протекает река Пажень.
Через деревню проходит просёлочная дорога, имеется одна улица — Совхозная.

## Население
| 2010 |
| ---- |
| 103  |